# Dolichocybaeus kuramotoi
Dolichocybaeus kuramotoi är en spindelart som först beskrevs av Takeo Yaginuma 1963.  Dolichocybaeus kuramotoi ingår i släktet Dolichocybaeus och familjen vattenspindlar. Inga underarter finns listade i Catalogue of Life.